# کومولنوگور
کومولنوگور (به لاتین: Kamalnagar) یک منطقهٔ مسکونی در بنگلادش است که در ناحیه لاکشیم‌پور واقع شده‌است. کومولنوگور ۳۱۵ کیلومتر مربع مساحت و ۲۲۲٬۹۱۵ نفر جمعیت دارد و ۶ متر بالاتر از سطح دریا واقع شده‌است.